# Муса Гареев
Муса Гайсинович Гареев (на башкирски: Муса Ғайса улы Гәрәев или Муса Гәрәй) е съветски военен пилот, участник във Втората световна война, 2 пъти Герой на Съветския съюз, по националност башкир.

## Биография
Муса Гареев е роден на 9 юни 1922 г. в село Илякшиди, Уфимска губерния (сега в Илишевски район на Башкортостан), в бедно селско семейство. През 1940 г. завършва техникума по съобщения на Народния комисариат.
Призован е в армията на 15 декември 1940 г. в Ждановския районен военен комитет на град Уфа, Башкирска АССР. На 25 септември 1942 г., след завършване на Енгелското военно авиационно училище, е изпратен на фронта. От същата дата е летец на действителна служба, с чин сержант в 944-ти полк.
През 1944 г. Гареев е назначен за командир на ескадрила от 76-и гвардейски щурмови авиационен полк на 1-ва гвардейска щурмова авиационна дивизия от 1-ва въздушна армия на 3-ти Беларуски фронт. По време на Втората световна война Гареев извършва около 250 излитания. Войната завършва като майор, щурман на полка. Участва в Парада на победата в Москва на 24 юни 1945 г. След края на войната е командир на авиационен полк. През 1951 г. завършва Военната академия „Фрунзе“, а през 1959 г. – Военната академия на Генералния щаб на СССР. През 1956 г. му е присвоено званието полковник.
От 1964 г. се оттегля в запас по здравословни причини. Живее и работи в град Уфа. Председател е на Башкирския републикански комитет ДОСААФ от 1965 до 1977 г. Депутат на Върховния съвет на СССР, от 2-ри до 4-ти конгрес (1946 – 1958 г.), депутат на Върховния съвет на Башкирска АССР от 7-и до 9-и конгрес.
Муса Гареев умира на 17 септември 1987 г. на 65-годишна възраст след дълго боледуване. Погребан е в Парка на победата в Уфа.
Скулптурният му портрет е изработен от Николай Томски.

## Почетни звания
- Почетен гражданин на град Уфа.[5]

## Награди
- 2 медала „Златна звезда“ № 6227 (23 февруари 1945) и № 41 (19 април 1945 г.)
- Орден „Ленин“ (1945 г.)
- 3 ордена „Червено знаме“ (1943, февруари 1944 и ноември 1944 г.)
- Орден „Богдан Хмелницки“ (III степен (1945 г.)
- Орден „Александър Невски“ (1944 г.)
- 2 ордена „Отечествена война“ I степен (1945 и 1985 г.)
- Орден „Червено знаме на труда“ (1971 г.)
- 3 ордена „Червена звезда“ (1943, 1955 и 1956 г.)
- Медал „За храброст“ (1943 г.)
- Медал „За военни заслуги“ (1951 г.)
- Други медали
- Чуждестранни награди

## Почит
- Музей на Муса Гареев и мемориална дъска в село Верхнеяркеево.
- Къща музей в селото Таш Чишма.
- През 1948 г. е сложен бронзов бюст в родното му село Илякшиде, който през 1960 г. е преместен в град Уфа на бул. „Слава“.[6]
- Мемориална дъска в град Уфа в къща № 4 на улица „Худайбердин“, където е живял111.[7]
- Мемориална плоча и бюст в Парка на победата в град Уфа.[8][9]
- Мемориална дъска върху фасадата на сградата на Съвета на РОСТО (ДОСААФ) Башкортостан в град Уфа (булевард „Слава“, къща № 6).[10]
- През 1947 г. от Н. Томски е създаден вариант на скулптурния портрет от базалт на Гареев, и се намира в Третяковската галерия.
- Почетен гражданин на столицата на Башкортостан – град Уфа.
- На името на Гареев е наречена една от улиците на града Ишимбай.
- В негова чест е наречен кораба „Муса Гареев“.
- Улица „Муса Гареев“ се намира в комплекс „Слънчев“ на град Стерлитамака.
- На името му е наречен кадетския корпус за първоначална летателна подготовка в град Уфа.

## Съчинения
- Гареев М.Г. „Штурмовики идут на цель“ – М.: ДОСААФ, 1972 г.
- Гареев М.Г. „Штурмовики идут на цель“. – Уфа: Башкирское кн. изд-во, 1977 г. – 336 с. – 15 000 екз.
- „Ветераны остаются в строю“. М., 1980 г.